# 수크랄로스
수크랄로스(sucralose)는 합성 감미료의 일종으로, 화학식은 C12H19Cl3O8이다. 미국에서 Splenda라는 상품명으로 알려져 있다. 국내에서도 2000년 식약청의 고시로 식품첨가물로 지정된 이후 빵이나 과자, 껌, 음료, 치약 등에 널리 이용되고 있다.

## 같이 보기
- 에리트리톨
- 타가토스